# X Legislatura de la Comunidad Valenciana
La X Legislatura de la Comunidad Valenciana comenzó el 16 de mayo de 2019, fecha en la que se constituyeron las nuevas Cortes tras el triunfo por mayoría simple del Partido Socialista del País Valenciano en las elecciones a las Cortes Valencianas celebradas el 28 de abril de 2019 junto con las generales. El Consejo de la Generalidad Valenciana estuvo presidido por Ximo Puig, quien salió reelegido Presidente de la Generalidad Valenciana en la sesión de investidura que se celebró el día 13 de junio de 2019.

## Elecciones

### Candidaturas
En la columna de la izquierda se muestran las candidaturas ordenadas según el número de escaños que tuvieron en la anterior legislatura. En la columna de la derecha aparecen las candidaturas nuevas y las que no obtuvieron representación parlamentaria en la anterior legislatura:
| Circunscripción | Candidatos | Otras candidaturas                                                                                           |
| --------------- | --- | --- |
| Alicante        | - PPCV: José Císcar Bolufer - PSPV-PSOE: Ana Barceló Chico - Compromís: Aitana Joana Mas Mas - Ciudadanos: María Quiles Bailén - Podem-EUPV: Rubén Martínez Dalmau                 | VOX, ERPV, PACMA, PCPE, Avant-Los Verdes, Actúa, RV/PVE, ALTER, P-LIB, 3E en acción.                         |
| Castellón       | - PPCV: Miguel Barrachina Ros - PSPV-PSOE: Ximo Puig Ferrer - Compromís: Vicent Marzà Ibáñez - Ciudadanos: Mercedes Ventura Campos - Podem-EUPV: Irene Gómez Santos                | VOX, ERPV, FE de las JONS, Poble Democràtic, PACMA, PCPE, Avant-Los Verdes.                                  |
| Valencia        | - PPCV: Isabel Plácida Bonig Trigueros - PSPV-PSOE: Manuel Mata Gómez - Compromís: Mónica Oltra Jarque - Ciudadanos: Toni Cantó García del Moral - Podem-EUPV: Pilar Lima Gozálvez | VOX, FE de las JONS, ERPV, PACMA, PCPE, UIG-SOM-Cuides, aUna CV, Avant-Los Verdes, Poble Democràtic, RV/PVE. |

### Resultado

Resultados por provincias.

En la siguiente tabla se muestran solo los resultados definitivos de los partidos que obtuvieron representación parlamentaria en las elecciones de 2019 por circunscripciones electorales. En el apartado "total de participación" se incluyen los votos de todas las candidaturas que se presentaron a las elecciones y, por tanto, los datos hacen referencia a todas las personas que acudieron a votar:
| ← Elecciones a las Cortes Valencianas de 2019 → Resultado autonómico y por circunscripciones |              |                      |                      |                      |                      |         |          |          |             |          |           |           |             |           |          |          |             |          |
| Candidaturas                                                                                 | Candidaturas | Comunidad Valenciana | Comunidad Valenciana | Comunidad Valenciana | Comunidad Valenciana |         | Alicante | Alicante | Alicante    | Alicante | Castellón | Castellón | Castellón   | Castellón | Valencia | Valencia | Valencia    | Valencia |
| Candidaturas                                                                                 | Candidaturas | Votos                | %                    | Esc.                 | Crecimiento          | Votos   | %        | Esc.     | Crecimiento | Votos    | %         | Esc.      | Crecimiento | Votos     | %        | Esc.     | Crecimiento |          |
|                                                                                              | PSPV-PSOE    | 643 909              | 23,87                | 27                   | 4                    | 231 662 | 25,21    | 10       | 1           | 85 584   | 27,15     | 7         | 1           | 326 663   | 22,32    | 10       | 2           |          |
|                                                                                              | PPCV         | 508 534              | 18,85                | 19                   | 12                   | 181 867 | 19,79    | 7        | 4           | 66 733   | 21,17     | 5         | 3           | 259 934   | 17,76    | 7        | 5           |          |
|                                                                                              | Ciudadanos   | 470 676              | 17,45                | 18                   | 5                    | 173 468 | 18,88    | 7        | 2           | 46 941   | 14,89     | 4         | 1           | 250 267   | 17,10    | 7        | 2           |          |
|                                                                                              | Compromís    | 443 640              | 16,44                | 17                   | 2                    | 99 488  | 10,83    | 4        | 1           | 44 748   | 14,19     | 4         | Sin cambios | 299 404   | 20,45    | 9        | 1           |          |
|                                                                                              | Vox          | 281 608              | 10,44                | 10                   | 10                   | 102 239 | 11,13    | 4        | 4           | 32 461   | 10,30     | 2         | 2           | 146 908   | 10,04    | 4        | 4           |          |
|                                                                                              | Unides Podem | 215 392              | 7,98                 | 8                    | 5                    | 83 855  | 9,13     | 3        | 2           | 24 140   | 7,66      | 2         | 1           | 107 397   | 7,34     | 3        | 2           |          |
| Otras                                                                                        | Otras        | 74 777               | 2,79                 | 0                    |                      | 26 127  | 2,83     | 0        |             | 6789     | 2,16      | 0         |             | 41 861    | 2,87     | 0        |             |          |
| Total                                                                                        | Total        | 2 697 934            | 100,00               | 99                   | -                    | 918 828 | 100,00   | 35       | -           | 315 244  | 100,00    | 24        | -           | 1 463 862 | 100,00   | 40       | -           |          |

## Instituciones durante la X Legislatura

### El presidente
Las votaciones para la investidura del Presidente de la Generalidad se celebraron el 13 de junio de 2019 en las Cortes Valencianas.
| Resultado de la votación de investidura del Presidente de la Generalidad Valenciana |                                                         |      |    |    |    |    |    |   |       |
| Candidato                                                                           | Fecha                                                   | Voto |    |    |    |    |    |   | Total |
| Ximo Puig (PSPV-PSOE)                                                               | 13 de junio de 2019 Mayoría requerida: Absoluta (50/99) | Sí   | 27 |    |    | 17 |    | 8 | 52/99 |
| Ximo Puig (PSPV-PSOE)                                                               | 13 de junio de 2019 Mayoría requerida: Absoluta (50/99) | No   |    | 19 | 17 |    | 10 |   | 46/99 |
| Ximo Puig (PSPV-PSOE)                                                               | 13 de junio de 2019 Mayoría requerida: Absoluta (50/99) | Abs. |    |    |    |    |    |   | 0/99  |
| Ximo Puig (PSPV-PSOE)                                                               | 13 de junio de 2019 Mayoría requerida: Absoluta (50/99) | Aus. |    |    | 1  |    |    |   | 1/99  |
| Fuente: Cortes Valencianas                                                          |                                                         |      |    |    |    |    |    |   |       |

### El Consejo de la Generalidad Valenciana
En la X Legislatura, el Consejo de la Generalidad Valenciana está compuesto de la siguiente forma:
| Consejo de la Generalidad Valenciana                                                        |                                  |                                        |                                        |                                        |                                        |
| Partido político                                                                            |                                  | Partido Socialista del País Valenciano | Partido Socialista del País Valenciano | Partido Socialista del País Valenciano | Partido Socialista del País Valenciano |
| Partido político                                                                            | Compromís                        |                                        |                                        |                                        |                                        |
| Partido político                                                                            | Podemos Comunidad Valenciana     |                                        |                                        |                                        |                                        |
| Partido político                                                                            | Esquerra Unida del País Valencià |                                        |                                        |                                        |                                        |
| Partido político                                                                            | Independiente                    |                                        |                                        |                                        |                                        |
| Cargo                                                                                       | Titular                          | Titular                                | Inicio                                 | Inicio                                 |                                        |
| Presidente de la Generalidad Valenciana                                                     |                                  | Joaquín Francisco Puig Ferrer          | 16 de junio de 2019                    |                                        |                                        |
| Vicepresidenta primera, consejera de Igualdad y Políticas Inclusivas y portavoz del Consejo |                                  | Aitana Joana Mas Mas                   | 30 de junio de 2022                    |                                        |                                        |
| Vicepresidente segundo y consejero de Vivienda y Arquitectura Bioclimática                  |                                  | Héctor Illueca Ballester               | 10 de septiembre de 2021               |                                        |                                        |
| Consejero de Hacienda y Modelo Económico                                                    |                                  | Arcadi España García                   | 14 de mayo de 2022                     |                                        |                                        |
| Consejera de Educación, Cultura y Deporte                                                   |                                  | Raquel Tamarit Iranzo                  | 14 de mayo de 2022                     |                                        |                                        |
| Consejero de Sanidad Universal y Salud Pública                                              |                                  | Miguel Mínguez Pérez                   | 14 de mayo de 2022                     |                                        |                                        |
| Consejero de Economía Sostenible, Sectores Productivos, Comercio y Trabajo                  |                                  | Rafael Climent González                | 17 de junio de 2019                    |                                        |                                        |
| Consejera de Justicia, Interior y Administración Pública                                    |                                  | Gabriela Bravo Sanestanislao           | 17 de junio de 2019                    |                                        |                                        |
| Consejera de Agricultura, Desarrollo Rural, Emergencia Climática y Transición Ecológica     |                                  | Mireia Mollà Herrera                   | 17 de junio de 2019                    |                                        |                                        |
| Consejera de Política Territorial, Obras Públicas y Movilidad                               |                                  | Rebeca Torró Soler                     | 14 de mayo de 2022                     |                                        |                                        |
| Consejera de Innovación, Universidades, Ciencia y Sociedad Digital                          |                                  | Josefina Bueno Alonso                  | 14 de mayo de 2022                     |                                        |                                        |
| Consejera de Participación, Transparencia, Cooperación y Calidad Democrática                |                                  | Rosa María Pérez Garijo                | 17 de junio de 2019                    | 17 de junio de 2019                    |                                        |

### Cortes Valencianas

#### Mesa de las Cortes
La Mesa de las Cortes Valencianas está integrada por el Presidente de las Cortes Valencianas, dos vicepresidentes/as y dos secretarios/as, asistidos por el letrado mayor, que ha de estar presente en todas las reuniones.
Los Vicepresidentes, por orden, sustituyen al presidente y ejercen sus funciones en caso de vacante, ausencia o imposibilidad de este. Además, ejercen cualesquiera otras funciones que les encargue el presidente de la Mesa.
Los secretarios supervisan y autorizan, con el visto bueno del presidente, las actas de las sesiones plenarias, de la Mesa y de la Junta de Síndicos, así como las certificaciones que se hayan de expedir; asisten al presidente en las sesiones para asegurar el orden en los debates y la corrección en las votaciones; colaboran en el normal desarrollo de los trabajos de la cámara según las disposiciones del presidente y, finalmente, ejercen cualquier otra función que les encomiende el presidente.
Los vicepresidentes y los secretarios son elegidos por el mismo procedimiento en votaciones separadas: primero los vicepresidentes y después los secretarios. Cada diputado escribe en cada elección un único nombre, y resultan elegidos los dos primeros nombres en cada votación, de tal manera que el más votado será el vicepresidente primero y el secretario primero, y el segundo más votado resultará elegido vicepresidente segundo/a y secretario segundo, respectivamente.
Las funciones de la Mesa de las Cortes Valencianas son las siguientes:
- Adoptar todas las decisiones y medidas para la organización del trabajo y el régimen y el gobierno interiores de la cámara, así como elaborar y aprobar los Estatutos de gobierno y de régimen interior de las Cortes Valencianas.
- Elaborar y aprobar el proyecto del presupuesto de las Cortes Valencianes antes de enviarlo al Consell.
- Calificar, según el reglamento, los escritos y los documentos de índole parlamentaria, y declarar la admisibilidad o inadmisibilidad de los mismos.
- Decidir la tramitación de todos los escritos y los documentos de índole parlamentaria, de acuerdo con lo que establece el reglamento.
- Programar las líneas de actuación de la cámara, determinando un calendario de actividades del Pleno y de las comisiones para cada período de sesiones, y coordinar los trabajos de los distintos órganos, de acuerdo con la Junta de Síndicos.

En la X Legislatura, la Mesa de las Cortes estuvo compuesta por los siguientes representantes:
|                                                                   |         |                              |  |  |  |
| Miembros de la Mesa de las Cortes Valencianas de la X Legislatura |         |                              |  |  |  |
| Cargo                                                             | Partido | Titular                      |  |  |  |
| Presidente de las Cortes Valencianas                              |         | Enric Xavier Morera i Català |  |  |  |
| Vicepresidenta primera                                            |         | María José Salvador Rubert   |  |  |  |
| Vicepresidente segundo                                            |         | Jorge Bellver Casaña         |  |  |  |
| Secretaria primera                                                |         | Cristina Cabedo Laborda      |  |  |  |
| Secretario segundo                                                |         | Luis Arquillos Cruz          |  |  |  |
| Fuente: Cortes Valencianas                                        |         |                              |  |  |  |

#### Comisiones
El Reglamento de las Cortes Valencianas establece que cada comisión tenga un Presidente, un Vicepresidente y un Secretario, eligiéndose por un lado al presidente y, por otro lado, y de manera conjunta, al Vicepresidente y al Secretario, permitiéndose así que las minorías estén representadas también en las mesas de todas las comisiones, puesto que en cada papeleta solo se puede escribir un nombre.
Las funciones que corresponden a las Comisiones son conocer los proyectos, proposiciones o asuntos que se les encomienden de acuerdo con su respectiva competencia por parte de la Mesa del Parlamento oída la Junta de Portavoces.
En el Parlamento existen Comisiones Permanentes y Comisiones no Permanentes. Son Comisiones Permanentes aquellas constituidas para toda una legislatura y previstas con carácter necesario en el Reglamento, distinguiéndose entre Comisiones Permanentes Legislativas y Comisiones Permanentes no Legislativas. A las Comisiones Permanentes Legislativas les corresponde, esencialmente, elaborar el dictamen de los Proyectos y Proposiciones de ley e incluso pueden llegar a aprobar leyes. Las Comisiones Permanentes no Legislativas son aquellas, a las que no les corresponden realizar actuaciones dirigidas a la aprobación de leyes. Son Comisiones no Permanentes las que pueden crearse eventualmente, con un fin concreto, quedando extinguidas al finalizar su trabajo, y, en todo caso, al finalizar la Legislatura. Dentro de las Comisiones no Permanentes cabe destacar Comisiones de Investigación cuya finalidad es la de fiscalizar la actuación del Gobierno, constituyendo uno de los instrumentos de control del Gobierno por parte del Parlamento.
En la X Legislatura, las comisiones se organizan de la siguiente manera:

##### Comisiones permanentes legislativas
- Comisión de Coordinación, Organización y Régimen de las Instituciones de la Generalitat.
- Comisión de Justicia, Gobernación y Administración Local.
- Comisión de Educación y Cultura.
- Comisión de Economía, Presupuestos y Hacienda.
- Comisión de Industria y Comercio, Turismo y Nuevas Tecnologías.
- Comisión de Agricultura, Ganadería y Pesca.
- Comisión de Obras Públicas, Infraestructuras y Transportes.
- Comisión de Política Social y Empleo.
- Comisión de Sanidad y Consumo.
- Comisión de Medio Ambiente, Agua y Ordenación del Territorio.
- Comisión de Políticas de Igualdad de Género y del Colectivo LGTBI.
- Comisión de Radiotelevisión Valenciana y del Espacio Audiovisual.

##### Comisiones permanentes no legislativas
- Comisión de Reglamento.
- Comisión de Estatuto de los Diputados y de las Diputadas.
- Comisión de Peticiones.
- Comisión de Gobierno Interior.
- Comisión de Asuntos Europeos.
- Comisión Especial de Participación Ciudadana.
- Comisión de Derechos Humanos.

#### Grupos parlamentarios
|                                           |                          | |               |           |  |
| Grupos Parlamentarios de la X Legislatura |                          | |               |           |  |
| Grupo parlamentario                       | Grupo parlamentario      | Partidos | Portavoz      | Diputados |  |
|                                           | Socialista               | Partido Socialista del País Valenciano (PSPV-PSOE) | Ana Barceló   | 27        |  |
|                                           | Popular                  | Partido Popular de la Comunidad Valenciana (PPCV) | MªJosé Catalá | 19        |  |
|                                           | Ciudadanos               | Ciudadanos-Partido de la Ciudadanía (Cs) | Mamen Peris   | 18        |  |
|                                           | Compromís                | Coalició Compromís (Compromís) Bloc Nacionalista Valencià (Bloc): 7 Iniciativa del Poble Valencià (IdPV): 5 Gent de Compromís (GdC): 3 Verds Equo del País Valencià (VerdsEquo): 2 | Papi Robles   | 17        |  |
|                                           | Vox Comunidad Valenciana | Vox (VOX) | Ana Vega      | 10        |  |
|                                           | Unides Podem             | Unides Podem (Podem-EUPV) Podemos Comunidad Valenciana (Podem): 6 Esquerra Unida del País Valencià (EUPV): 2                                                                       | Pilar Lima    | 8         |  |
| Fuente: Cortes Valencianas                |                          | |               |           |  |

#### La Junta de Síndicos
Los Síndicos de los Grupos Parlamentarios constituyen la Junta de Síndicos que se reúne bajo la Presidencia del Presidente/a de las Cortes Valencianas. La Junta ha de reunirse al menos quincenalmente durante los períodos ordinarios de sesiones.
Las reuniones de la Junta de Síndicos, se comunican al Consell para que envíe, si lo cree conveniente, un representante que podrá ser acompañado, si es necesario, por una persona que le asesore.
A las reuniones de la Junta de Síndicos han de asistir, además del Presidente/a, al menos un/a Vicepresidente/a y un/a Secretario/a de la Cámara y el Letrado Mayor de las Cortes Valencianas. Los Síndicos pueden ir acompañados por otro miembro del Grupo Parlamentario, pero este no tendrá derecho a voto. En cualquier caso, las decisiones de la Junta de Síndicos se adoptan por voto ponderado, es decir, teniendo en cuenta no los miembros integrantes de la Junta, sino el número de escaños que cada Síndico represente.
La Junta de Portavoces tiene una importante intervención en asuntos como fijación del orden del día de las sesiones, resoluciones de carácter general interpretativas del Reglamento, ordenación de los debates, etc.
En la X Legislatura, la Junta de Síndicos está compuesta por los siguientes representantes:
| Junta de Síndicos de la X Legislatura      |         |                             |
| Cargo                                      | Partido | Titular                     |
| Presidente de las Cortes Valencianas       |         | Enric Morera i Català       |
| Vicepresidenta primera                     |         | María José Salvador Rubert  |
| Vicepresidente segundo                     |         | Jorge Bellver Casaña        |
| Secretaria primera                         |         | Cristina Cabedo Laborda     |
| Secretario segundo                         |         | Luis Arquillos Cruz         |
| Síndico del Grupo Socialista               |         | Manuel Mata Gómez           |
| Síndica del Grupo Popular                  |         | María José Català           |
| Síndico del Grupo Ciudadanos               |         | Toni Cantó García del Moral |
| Síndico del Grupo Compromís                |         | Fran Ferri Fayos            |
| Síndica del Grupo Vox Comunidad Valenciana |         | Ana Vega Campos             |
| Síndica del Grupo Unides Podem             |         | Naiara Davó Bernabéu        |
| Fuente: Cortes Valencianas                 |         |                             |

#### La Diputación Permanente
En los períodos en que las Cortes Valencianas no están reunidas, por vacaciones parlamentarias o por haber acabado el mandato, la Diputación Permanente tiene la función de velar por los poderes de la Cámara, y mantienen la existencia, como expresión del poder legislativo, mediante la Diputación Permanente. 
La Diputación Permanente la forman dieciocho Diputados/as, además del Presidente/a de las Cortes Valencianas y los demás miembros de la Mesa de las Cortes. Tanto en la Diputación Permanente como en las Comisiones están representadas proporcionalmente los Grupos Parlamentarios.
Las funciones de la Diputación Permanente son las siguientes:
- Conocer la delegación temporal de las funciones ejecutivas propias del Presidente de la Generalitat en uno de los Consellers.
- Convocar las Cortes Valencianas en los períodos de vacaciones parlamentarias, por acuerdo de la mayoría absoluta de los miembros de la Diputación Permanente.
- Autorizar presupuestos extraordinarios suplementos de créditos y créditos extraordinarios, a petición del Consell por razón de urgencia y necesidad justificada, siempre que así lo acuerden la mayoría absoluta de sus miembros.
- Autorizar ampliaciones o transferencias de créditos, cuando lo exija la conservación del orden, un desastre público o una necesidad financiera urgente de otra naturaleza, siempre que haya acuerdo favorable de la mayoría absoluta de sus miembros.
- Cualquier otra función que le encomiende el Reglamento de las Cortes Valencianas.

En la X Legislatura, la Diputación Permanente está compuesta por los siguientes representantes:
- Presidente de las Cortes Valencianas: Enric Morera i Català (Compromís).
- Vicepresidenta primera: María José Salvador Rubert (PSPV-PSOE).
- Vicepresidente segundo: Jorge Bellver Casaña (PPCV).
- Secretaria primera: Cristina Cabedo Laborda (Unides Podem).
- Secretario segundo: Luis Arquillos Cruz (Cs).
- Vocales (18): 5 del PSPV-PSOE, 3 del PPCV, 3 de Cs, 3 de Compromís, 2 de Vox y 2 de Unides Podem.

## Senadores designados por las Cortes Valencianas
Una de las funciones que desempeñan las Cortes Valencianas es la designación de los senadores y senadoras que deben representar a la Comunidad Valenciana, conforme a lo previsto en la Constitución y en la forma que determine la Ley de Designación de Senadores en representación de la Comunidad Valenciana.
La designación de los senadores valencianos se produjo el día 26 de junio de 2019 en las Cortes Valencianas. El resultado de la votación fue el siguiente: los dos representantes del PSPV-PSOE obtuvieron 27 votos, el del PPCV 19 votos, el de Cs 17 votos y el de Compromís 16 votos. Por lo tanto, la lista de senadores designados por las Cortes Valencianas quedó de la siguiente forma:
| Partido político              | Partido político | Senadores             | Fecha inicio        |
| ----------------------------- | ---------------- | --------------------- | ------------------- |
|                               | PSPV-PSOE        | Joan Lerma Blasco     | 27 de junio de 2019 |
| Josefina Antonia Bueno Alonso | PSPV-PSOE        | 27 de junio de 2019   |                     |
|                               | PPCV             | Alberto Fabra Part    | 27 de junio de 2019 |
|                               | Cs               | Emilio Argüeso Torres | 27 de junio de 2019 |
|                               | Compromís        | Carles Mulet García   | 27 de junio de 2019 |